# Вистал
Вистал (њем. Wiesthal) општина је у њемачкој савезној држави Баварска. Једно је од 40 општинских средишта округа Мајна-Шпесарт. Према процјени из 2010. у општини је живјело 1.418 становника. Посједује регионалну шифру (AGS) 9677200.

## Географски и демографски подаци
Вистал се налази у савезној држави Баварска у округу Мајна-Шпесарт. Општина се налази на надморској висини од 250 метара. Површина општине износи 9,2 km². У самом мјесту је, према процјени из 2010. године, живјело 1.418 становника. Просјечна густина становништва износи 153 становника/km².

## Међународна сарадња
| Мјесто   | Држава   | Врста сарадње | Од    |
| -------- | -------- | ------------- | ----- |
| Варошлед | Мађарска | партнерство   | 1990. |
| Извор    |          |               |       |